# Château d'Idogne
Le château d'Idogne est situé à Monteignet-sur-l'Andelot, en France.

## Localisation
Le château est situé sur le territoire de la commune de Monteignet-sur-l'Andelot, dans le département de l'Allier. Il se trouve à environ 1,5 km à l'est du bourg de Monteignet, à la limite de la commune d'Escurolles.

## Historique
L'édifice, datant du Moyen Âge et remanié aux XVIIIe et XIXe siècles, est inscrit au titre des monuments historiques en 1993.